# Keystone Kapers
Keystone Kapers ist ein von Activision entwickeltes Videospiel aus dem Jump-’n’-Run-Genre, das im April 1983 erstmals auf dem Atari 2600 veröffentlicht wurde und in späteren Versionen auch auf dem Atari 5200, der ColecoVision und 1984 auf dem MSX erschienen ist. 2019 erschien zusätzlich eine Homebrew-Portierung für den Commodore 64.
Das Spiel stammt aus der Feder des Programmierers Garry Kitchen, der unter anderem für die Umsetzung des Arcade-Spiels Donkey Kong auf der Atari verantwortlich war.

## Spielprinzip
Im Spiel steuert der Spieler den Wachtmeister Kelly (im Original Constable Kelly), um den flüchtigen Ganoven Flash Harry Hooligan durch das fiktive Southwick Kaufhaus (oder auch Southwicks) zu verfolgen. Der Start des Spielers erfolgt dabei immer auf der rechten Seite des unteren Stockwerkes. Seine Aufgabe besteht nun darin, den flüchtigen Ganoven, der dem Spieler immer eine gewisse Strecke voraus ist, in einem Zeitlimit von 50 Sekunden durch das Kaufhaus zu verfolgen und diesen durch eine Berührung zu fassen. Das Gebäude ist dabei in mehrere Ebenen unterteilt, die durch die Nutzung von diversen Rolltreppen an den jeweiligen äußeren Enden der einzelnen Etagen oder einen Fahrstuhl gewechselt werden können. Der Fahrstuhl fährt die Stockwerke dabei in einer festen Reihenfolge an, weshalb es effektiver und schneller sein kann, stattdessen die Rolltreppen zu nutzen. Diese fahren allerdings ausschließlich in das Stockwerk über der aktuellen Etage, also nach oben.
Unterwegs muss der Spieler zahlreichen Hindernissen wie springenden Strandbällen, die sich auf und ab bewegen, rollenden Einkaufswagen oder Modellflugzeugen durch geschicktes Ducken und Springen über Drücken des roten Knopfes auf dem Joystick ausweichen. Das Berühren eines Hindernisses hat den Verlust von einer variablen Anzahl an Zeit und das Verschwinden des jeweiligen Gegenstandes zur Folge, beim Ablauf der Zeit folgt der Verlust eines Lebens. Pro Level stehen dem Spieler dabei drei Leben zur Verfügung.
Auf dem Weg zum Flüchtigen kann diverses Diebesgut in Form von Koffern und Geldsäcken eingesammelt, das jeweils 50 Extrapunkte einbringt. Die verbleibende Zeit, die nach dem Fassen des Diebes noch übrig bleibt, wird auf das Punktekonto des Spielers angerechnet: bleiben noch zwischen einer und acht Sekunden, so gibt es 100 Extrapunkte pro Sekunde, bei neun bis 16 übrigen Sekunden 200 und bei über 16 Sekunden werden sogar 300 Extrapunkte vergeben.  Das Level beziehungsweise das Spiel ist verloren, wenn der Spieler mit einem Modellflugzeug zusammenprallt, alle Leben verbraucht sind, die Zeit abgelaufen ist oder der Dieb das Dachstockwerk erreicht hat und über die linke Seite flieht.
Während des Spiels werden dem Spieler in der oberen linken Ecke des Bildschirmes seine aktuellen Leben in Form von Polizeihüten, die Punktzahl und die verbleibende Zeit für das jeweilige Level angezeigt. Unter dem eigentlichen Spielbildschirm befindet sich eine verkleinerte und vereinfachte Version als eine Art Karte, im Handbuch als 'Southwicks Sicherheitssystem' bezeichnet. Der flüchtige Ganove wird darauf als ein weißer und der Spieler als ein schwarzer Strich dargestellt.

## Varianten
Während sich die beiden Atari-Varianten von 5200 & der XL/XE-Heimcomputer exakt gleichen, wurde die Version für die MSX deutlich greller gestaltet und unterscheidet sich vor allem durch diesen Look deutlich von den beiden älteren Versionen. Das Spielprinzip blieb gleich, allerdings veränderten sich im Gegensatz zu den vorherigen Ausgaben auch die Soundeffekte und der Detailgrad der Umgebung. So wurden durch diverse Applikationen im Hintergrund der jeweiligen Etagen beispielsweise einzelne Ladengeschäfte angedeutet. Die Version für das Atari 2600 ist grafisch einfacher gehalten, es fehlen z. B. die „S/W“-Ornamente auf den Auftzugstüren.
Unter dem Namen Wachroboter jagt Jupy wurde im Jahr 1983 eine deutsche Version vom Quelle-Warenhaus auf den Markt gebracht und dort vermarktet. Im Prinzip handelt es sich dabei um eine optisch vereinfachte Kopie des Originals, in der der Spieler statt einem Wachmann im Kaufhaus einen Wachroboter auf der Jagd nach einem entflohenen grünen Außerirdischen vom Jupiter, eben den namensgebenden Jupy, in einer Raumstation steuert. Auf dem Titelblatt des Quelle-Spiels ist dabei trotzdem ein entflohener Häftling zu sehen.

## Rezeption
Keystone Kapers wurden nach der Veröffentlichung durchweg positiv aufgenommen. Bei den Arcade Awards der US-amerikanischen Telespiel-Zeitschrift Electronic Games wurde es 1984 mit einem Certificate of Merit ausgezeichnet und erhielt in der ColecoVision-Version aufgrund von grafischen Verbesserungen eine Drei-Sterne-Wertung in der Ausgabe vom 30. Mai 1984 der Deseret News, einer Lokalzeitung aus Salt Lake City.
Das Spiel wurde zudem auf diversen Activision Anthology-Zusammenstellungen für verschiedene Systeme wie die PlayStation oder den Game Boy Advance veröffentlicht.

## Trivia
- Spieler, die zu Zeiten der Veröffentlichung des Spiels die Marke von 35.000 Punkten erreicht hatten, konnten ein Foto des Bildschirms bei Activion einsenden und erhielten einen speziellen Billy Club-Aufnäher in Form eines Polizeiaufnähers mit dem Bild eines springenden Wachtmeisters.[5]
- Der Name des Spiels spielt auf die Keystone Kops an, die zwischen 1912 und 1917 in zahlreichen Slapstick-Komödien zu sehen waren.[6]
- Das Spiel wurde im deutschsprachigen Raum auch über Ariola vertrieben und dort auf dem Cover dort zusätzlich als 'Räuber und Gendarm' nach dem gleichnamigen Geländespiel bezeichnet.